# Polanica (Beskid Śląski)
Polanica (636 m n.p.m.), 642 m – niewybitne wzniesienie w Paśmie Stożka i Czantorii w Beskidzie Śląskim.
Wzniesienie stanowi kulminację grzbietu odchodzącego od Wielkiej Czantorii w kierunku południowo-wschodnim i opadającego następnie w kierunku wschodnim ku dolinie Wisły nad Obłaźcem i Jawornikiem. Ma dwa wierzchołki; zachodni o nazwie Polanica (636 m) i wschodni – Krzywy. Wzniesienie to rozdziela doliny potoków: Jawornika na południu i Gahury na północy. Stoki zachodnie opadają do Potoku Kiczerowskiego (dopływ Jawornika).
Polanica jest porośnięta lasem, ale są na niej polany z polami osiedlami miasta Wisły.

## Przypisy

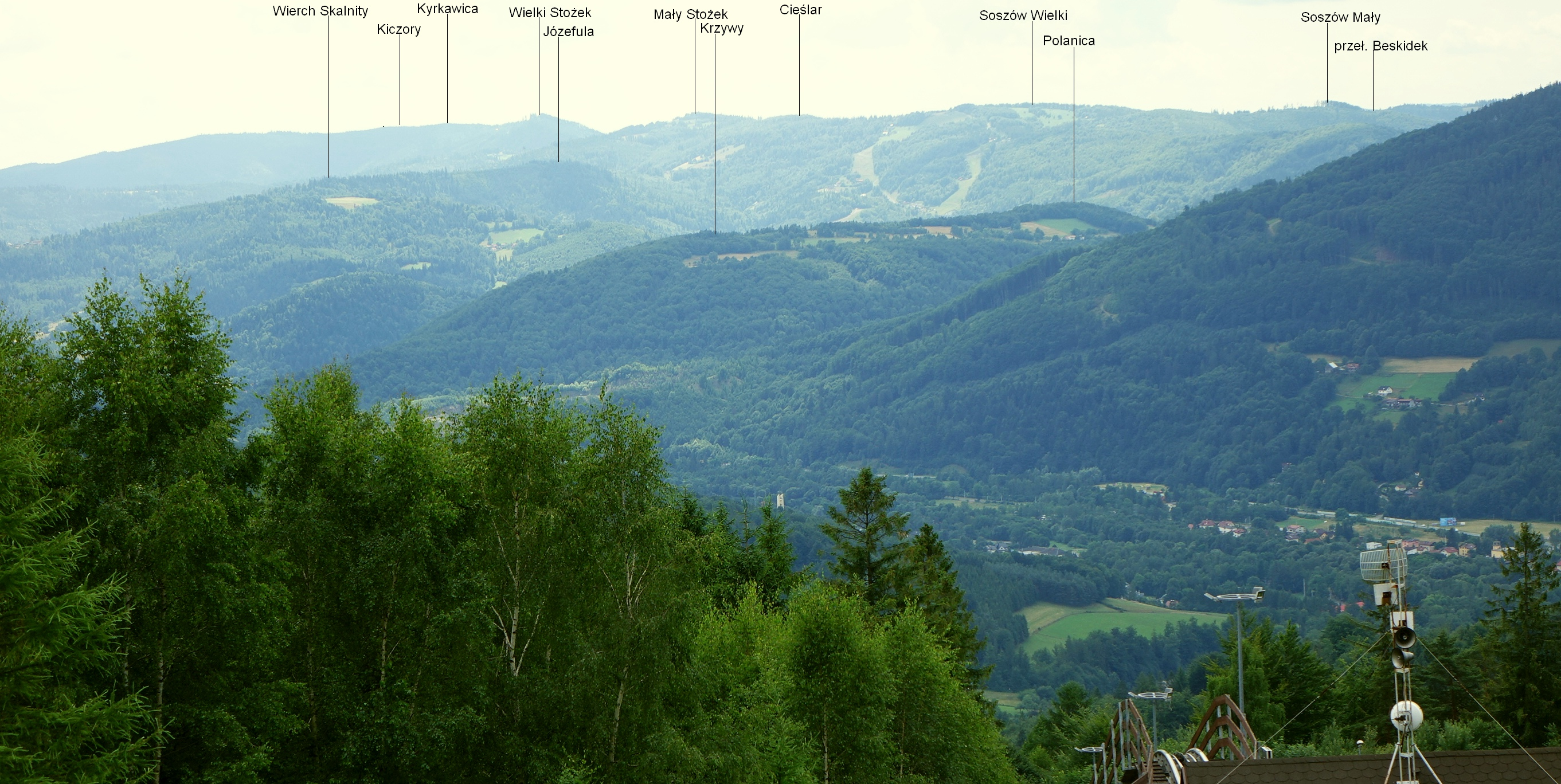
Widok z Równicy